# エニーペウス
エニーペウス（古希: Ἐνιπεύς, Enipeus）は、ギリシア神話の神である。長母音を省略してエニペウスとも表記される。大洋神オーケアノスとテーテュースの息子の1人で、テッサリアー地方のエニーペウス川（現在のエニペアス川）の河神である。エニーペウス川はプティーアーを流れてヒストリアエオティスでペーネイオス川に合流する。神話によるとエニーペウスはサルモーネウスの娘テューローから熱烈に恋されたが、海神ポセイドーンはエニーペウスに化けてテューローを抱き、双生児ペリアースとネーレウスを生んだ。